# Кевін Лотон
Кевін Лотон (англ. Kevin Lawton, 28 вересня 1960) — новозеландський академічний веслувальник.
Бронзовий призер Олімпійських Ігор 1984 року в складі розпашної четвірки зі стерновим.